# Kamagurka
Kamagurka   (Nieuwpoort, 5 de maig de 1956) nom artístic de Luc Zeebroek, és un dramaturg, dibuixant de còmic, pintor, humorista, comediant i productor televisiu belga, caracteritzat pel caràcter absurd de la seva obra. Té una gran varietat de personatges còmics, sent Bert en Bobje dels més famosos. També escriu els guions per al còmic Cowboy Henk, al costat de Herr Seele.

## Educació
Kamagurka va estudiar Art a Bruges i posteriorment va fer estudis a la Reial Acadèmia de Belles Arts de Gant. No obstant això, va deixar l'escola abans que es gradués.
Durant una excursió escolar a París, Kamagurka va decidir anar a l'edifici de la revista Hara Kiri. Amb només vint anys, va acabar visitant cada dues setmanes arribant a quedar-s'hi fins a tres dies seguits. El mateix Kamagurka considera que aquest fet va ser la seva veritable educació i el pilar fonamental sobre el qual s'aposenta la resta de la seva obra.

## Carrera professional

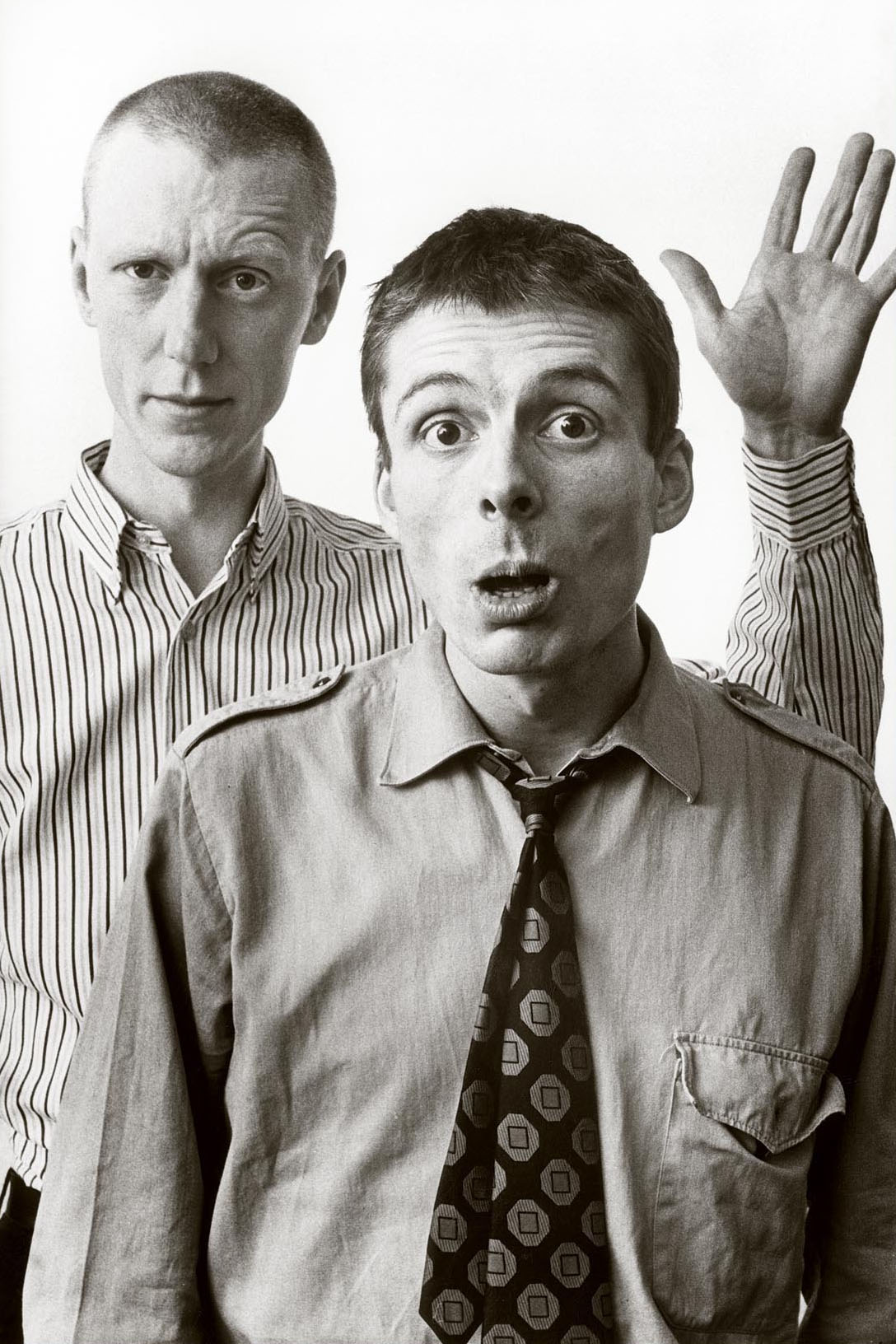
Kamagurka (davant) amb Herr Seele.

El 1972 va debutar com a dibuixant a De Zeewatch. Tres anys més tard es va convertir en el dibuixant regular a la revista setmanal FUM, on va introduir còmics inspirats en els còmics absurds de Robert Crumb, Roland Topor i de la revista francesa Hara Kiri. En aquests primers anys la revista va rebre dotzenes de cartes dels lectors en què els acudits de Kamagurka eren criticats perquè la gent no els entenia o els veia com massa vulgars. Això el va convertir en una figura de culte. Avui en dia segueix sent un dels principals dibuixants de la revista.
En la dècada de 1980 també va fer dibuixos animats amb Herr Seele, amb qui també va realitzar diversos programes de ràdio ("Studio Kafka", "Kamagurkistan") i shows televisius ("Lava", "Johnnywood", "Wees blij met wat je hebt" i "Bob en George").
El 1981 creà, al costat de Herr Seele, el que serà la seva obra mestra: el còmic Cowboy Henk, el personatge més rellevant del còmic underground europeu, sota les premisses gràfiques de la línia clara i els plantejaments conceptuals del teatre de l'absurd de Ionesco i el surrealisme belga. Cowboy Henk ha estat publicat en diferents països i homenatjat en diferents salons i exposicions de tot el món (Istanbul, Hèlsinki, París…). El 2014 arriba el seu major reconeixement internacional en rebre al Festival del Còmic d'Angulema el Premi del Patrimoni.
Kamagurka també pinta i realitza teatre per Flandes i els Països Baixos.
També ha compost música amb senzills com "Constant Deugotant", "Marjoleintje", "Een klein leger, maar een dik leger" (1981) i un censurat per la ràdio nacional "Weg met Boudewijn. Lleu Fabiola". La seva banda es feien cridar Kamagurka en de Vlaamse Primitieven. En 2000 va llançar un nou àlbum anomenat: "Oh Sabrina, jwat heb je met mijn sñor gedaan?" amb singles de títol homònim i "Nee, mijn lief: je bent niet et dik."
El 1985 va rebre el premi Geuzenprijs per tota la seva obra.
Des de 2002 fa grans contribucions a De Laatste Show. El 2005 també va ser productor de teatre al costat de Jules Deelde amb: "Kamadeeldra".
Des de 2006 ha estat fent televisió per "Man Bijt Hond" amb el seu espectacle De Grens.
El 2008 Kamagurka va crear un enorme projecte artístic anomenat "Kamalmanak". La idea consisteix a realitzar una pintura al dia. Això va ser el 2008, any de traspàs, així que al final el resultat van ser 366 pintures. El projecte va ser patrocinat per l'empresari Marc Coucke, membre de la junta directiva de la companyia Omega Pharma. Coucke no és només un amant de l'art sinó a més un gran admirador de l'art de Luc Zeebroek.
Durant el projecte Kamalmanak va començar a fer curts per al web holandès digital de NRC TV. Durant el rodatge d'un d'aquests curtmetratges es va inventar un nou moviment artístic anomenat accidentalisme.
L'accidentalisme consisteix en el següent: Kamagurka pintava un retrat d'un ésser imaginari. Després ensenyava aquest retrat a la televisió, als diaris, a internet... fent les següents preguntes: "Ets tu?" o "Coneixes a algú que s'assembla a aquest retrat?" A partir d'aquest esdeveniment, la persona que es veia reflectida en el retrat podia enviar una foto. La persona que més s'assemblés al retrat pintat per l'artista era oficialment declarat com el retratat. Així és com funciona accidentalisme.

## Pintures
El 2008 Kamagurka va realitzar un projecte anomenat Kamalmanak, en el qual pintava un quadre diari durant tot l'any 2008, arribant a realitzar un total de 366 (2008 va ser un any de traspàs). Kamalmanak també és el títol del catàleg en què apareixen aquestes pintures. El projecte va ser patrocinat per l'home de negocis Marc Coucke, membre de la direcció de l'empresa Omega Pharma. Coucke és un amant de l'art i un gran fan de Luc Zeebroek. En aquestes pintures Kamagurka tracta de mirar el món amb quantitats ingents d'humor absurdista. La seva inspiració prové de diversos moviments artístics, des del cubisme fins al pop-art. La seva intenció amb aquest projecte era aconseguir èxit internacional.
Va seguir realitzant quadres amb aquest mateix estil amb la petita diferència que, encara que va seguir pintant diàriament, no necessàriament acabava un quadre cada dia. Va fer una sèrie a la qual va cridar "Veluxart", composta de pintures realitzades sempre prop d'una finestra del terrat. També va pintar una sèrie de llenços en què apareixien personatges de còmics (com Tintín, Els Barrufets, Batman) i personatges de dibuixos animats (Mickey Mouse, Goofy, Popeye, Pedro Picapedra, Mijnheer de Uil) en un estil que ell descriu com Neo-cubisme. Imaginant com Picasso, Georges Braque o Juan Gris haguessin tractat a aquests personatges de la cultura popular.
Un altre tipus d'art que va practicar va ser l'anomenat "accidentalisme". Que consistia a realitzar el retrat d'un desconegut, sorgit de la seva imaginació, per després preguntar en directe per la televisió si algun home o dona es reconeixia en la pintura, i curiosament sempre hi havia algú que manava la seva foto dient que era ell el retratat.
Una altra sèrie van ser els "Spiegeleipaintings" (pintures d'ous fregits: un pollastre en el rovell d'un ou fregit).
Les seves pintures són molt variades. Per exemple, un retrat oficial de la reina Beatriu amb barba. Això significa, segons el pintor, que una reina pot convertir-se en rei si esperes prou. En altres pintures, ell està fortament influenciat per Piet Mondriaan o Peter Paul Rubens o roba la temàtica d'un altre pintor per fer una obra seva, com "Déjeuner sur l'herbe" d'Édouard Manet, que va transformar en "Déjeuner sous l'herbe".

## Miscel·lània
Kamagurka va guanyar des de 1978 ininterrompudament la categoria de "Millor Pintor", segons els lectors de Humo. El 2010 va perdre per primera vegada per Jonas Geirnaert. Va acabar el número 4 en el top 10. A la sèrie còmica Nero realitzada per Marc Sleen el títol "De Smaragdgroene pletskop" mostra un coronel que es diu "Kamagurka" (línia 71). El grup Osdorp Posse samplejà el 2003 un tros de la Kamagurka Kamiel Kafka per fer la cançó "Sam Sam" en el seu àlbum "Tegenstrijd". Des de la seva joventut Kamagurka és un fan de l'equip de futbol KV Oostende, va arribar a pertànyer al seu Consell d'Administració. El 2009 li va ser prohibit entrar a l'estadi durant tres mesos perquè va entrar al camp de futbol durant el partit al març de 2009.